# Montastruc-Savès
Montastruc-Savès is een gemeente in het Franse departement Haute-Garonne (regio Occitanie) en telt 68 inwoners (2009). De plaats maakt deel uit van het arrondissement Muret.

## Geografie
De oppervlakte van Montastruc-Savès bedraagt 5,8 km², de bevolkingsdichtheid is dus 11,7 inwoners per km².
De onderstaande kaart toont de ligging van Montastruc-Savès met de belangrijkste infrastructuur en aangrenzende gemeenten.

## Demografie
Onderstaande figuur toont het verloop van het inwonertal (bron: INSEE-tellingen).